# Vilhena Esporte Clube
Il Vilhena Esporte Clube, meglio noto come Vilhena, è una società calcistica brasiliana con sede nella città di Vilhena, nello stato della Rondônia.

## Storia
Il club è stato fondato il 3 giugno 1991. Il Vilhena ha vinto cinque volte il Campionato Rondoniense. Il club ha partecipato al Campeonato Brasileiro Série D nel 2010, 2012 e 2015.

## Palmarès

### Competizioni statali
- Campionato Rondoniense: 5

2005, 2009, 2010, 2013, 2014
- Campeonato Rondoniense Segunda Divisão: 1

2023